# Mbere (langue)
Pour le département du Cameroun, voir Mbéré.
Le mbere (aussi mbede ou mbete), aussi appelé lembaama, est une langue bantoue parlée en république du Congo et au Gabon.

## Dialectes
Au Gabon, les dialectes principaux sont le lempiini et le lembere.

## Écriture
Le lembaama peut être écrit avec plusieurs alphabets et orthographes, dont notamment l’Alphabet scientifique des langues du Gabon, l’Orthographe des langues du Gabon.
| a | e | ɛ | i | i̮ | o | ɔ | u | u̮ | ṳ | ṳ̮ |

| b  | c  | d   | dz | f | g  | ɣ  | j | k | l | m | mb | mbv | mp | mpf | n | nc | nd | ndz |
| nj | nt | nts | ny | ŋ | ŋg | ŋk | p | r | ɍ | s | ʃ  | t   | ts | v   | ꞵ | w  | w̤  | y   |

Un alphabet lembaama a aussi été développé par le linguiste Bruno Okoudowa.
| a | b | d | e | ɛ | f | g | ŋ | gh | i | k | l | m | n | nh | o | ɔ | p | r | s | t | ts | u | v | w | y |

Dans l’orthographe lembaama d’Okoudowa, les voyelles longues sont notées en doublant la lettre ‹ aa, ee, ɛɛ, ii, oo, ɔɔ, uu › et les consonnes prénasalisés sont écrites avec des digrammes ou trigrammes ‹ mb, nd, ndz, mf, ng, nk, mp, nt, nts, mv ›.